# Jean Thomas Guillaume Lorge
 (décembre 2019).
Si vous disposez d'ouvrages ou d'articles de référence ou si vous connaissez des sites web de qualité traitant du thème abordé ici, merci de compléter l'article en donnant les références utiles à sa vérifiabilité et en les liant à la section « Notes et références ».
Jean Thomas Guillaume Lorge né le 22 novembre 1767 à Caen dans le Calvados et mort le 28 novembre 1826 à Chauconin-Neufmontiers, en Seine-et-Marne, est un général français de la Révolution et de l’Empire.

## Du simple cavalier au général
Il s'enrôle, le 19 novembre 1785, à l'âge de dix-sept ans, au 7e régiment de dragons, et le quitte le 13 octobre 1791. Il entre comme capitaine au 1er bataillon de volontaires des Lombards en septembre 1792, et donne des preuves de courage aux combats de Malines le 17 novembre, de Gerpinnes et de Marcinelle. Le 25 septembre 1793, promu au grade de général de brigade, il fait la campagne de cette année à l’armée des Ardennes où il seconde puissamment, par des manœuvres habilement combinées, le général Jourdan dans son expédition sur Arlon. 
À l'armée de Sambre-et-Meuse, le général Marceau ayant fait une chute qui l'oblige à quitter le commandement, Lorge se met à la tête de la division, bloque Namur et contribue au succès des affaires de l'Ourthe, de la Roër et à la prise de Coblence le 22 octobre 1793. Il passe le Rhin à Urdingen, sous Kléber, et se couvre de gloire aux débouchés de Fürfeld et Dieffenthal qu'il force après un combat meurtrier. Ayant repassé le Rhin il se bat avec intrépidité à Altenkirchen le 19 septembre 1796, à Ukeratz. Il prend une part active aux opérations du siège de Mayence, sous Marceau.
L'année suivante, employé sous le général Sainte-Suzanne à l'armée du Rhin, il soutient sa réputation, et passe en l'an IV à l'armée d'Helvétie. Il se porte rapidement sur le Valais qui vient de s'insurger contre la France, s'empare de Sion, et étouffe ainsi l'insurrection naissante. Général de division le 4 avril 1799, il prend le commandement, sous Masséna, des troupes disséminées dans le Fricktal et pays environnants. Le 12 floréal an VIII, commandant une division de l'armée du Danube sous Moreau, il donne de nouvelles preuves de sa valeur à Engen. Le 20 décembre 1800, commandant la division formant l'avant-garde de l'armée du Rhin, il passe la Limmat, refoule les troupes ennemies sous les murs de Zurich, et le lendemain, à l'attaque de la place, il charge en personne à la tête de la cavalerie et pénètre, l'épée à la main, dans cette ville.

## Consulat et Empire
Le général Lorge assiste à la bataille de Marengo le 25 juin 1801. Le 11 décembre 1803 il est nommé membre de la Légion d'honneur, commandeur de l'Ordre le 14 juin 1804 et électeur de la Roër. Le 23 novembre 1805 il commande la 3e division de l'armée du Nord, et le 11 février 1806 il a le commandement de la 26e division militaire. Le 10 novembre l'Empereur lui confie la division de cavalerie du 8e corps de la Grande Armée et la 5e division de dragons le 25 mai 1807. Le général Lorge fait avec distinction la campagne de 1809 sous le maréchal Soult. L'Empereur le nomme gouverneur de la Manche le 5 octobre 1810. Il est créé baron de l'Empire le 13 février 1811. Le 13 mars 1813 il prend le commandement de la 7e division de réserve de grosse cavalerie à la Grande Armée, et celui de la division de cavalerie légère du 3e corps le 25 mars 1813.

## Restauration

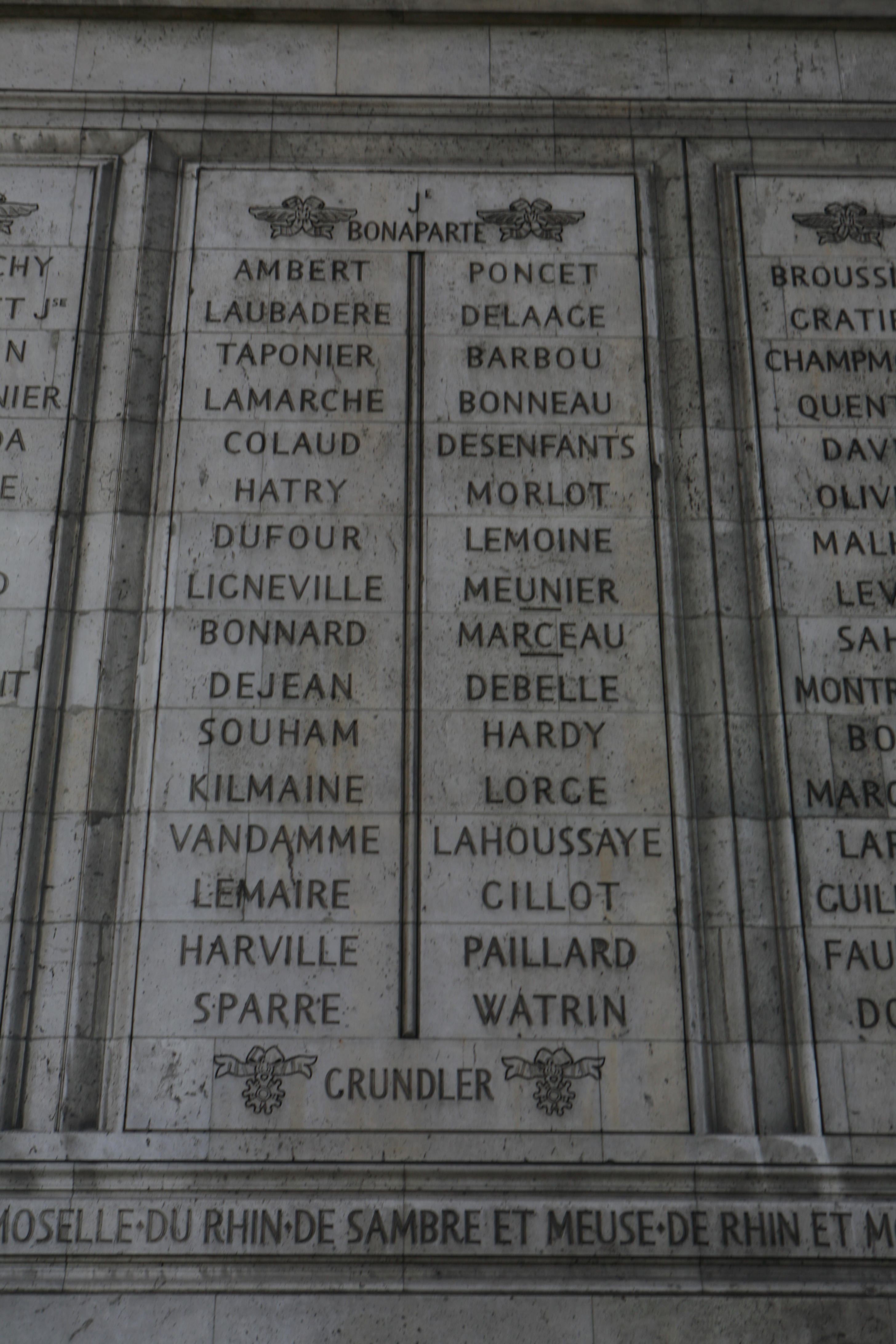
Noms gravés sous l'arc de triomphe de l'Étoile : pilier Nord, 5e et 6e colonnes.

Mis en disponibilité le 11 février 1814, il adhère aux actes du Sénat, et est nommé par le roi en 1814, commissaire au Portugal et en Espagne, pour le retour des prisonniers français. Louis XVIII le fait successivement chevalier de Saint-Louis le 8 juillet et grand officier de la Légion d'honneur le 23 août. Compris dans le cadre d'organisation de l'état-major comme disponible, le général Lorge est admis à la retraite le 1er janvier 1825. Il meurt le 28 novembre 1826 à Chauconin-Neufmontiers en Seine-et-Marne. Son nom est inscrit sur l'arc de triomphe de l'Étoile, côté Nord. La caserne de Remonte, aménagée depuis la Révolution dans l'ancien couvent de la Visitation de Caen, a été rebaptisée « quartier Lorge » ou « caserne Lorge ».